# امنیت ملی (فیلم ۲۰۱۲)
«امنیت ملی» (انگلیسی: National Security (2012 film)) فیلمی در ژانر زندگی‌نامه‌ای و درام است که در سال ۲۰۱۲ منتشر شد.